# Oumpah-Pah
Oumpah-Pah è una serie a fumetti umoristica ideata da René Goscinny e dal disegnatore Albert Uderzo nel 1951.

## Storia editoriale
La serie esordì sul settimanale belga Tintin nel 1958 anche se era già stata ideata nel 1951 quando venne realizzata una breve storia di sei pagine di prova per il mercato statunitense, tradotte in inglese da Harvey Kurtzman ma che non venne mai pubblicata. Venne quindi pubblicata su Tintin dal n. 14 del 2 aprile 1958. Venne pubblicato anche in Italia sul Corriere dei piccoli dal 1967 al 1970.
La prima storia della serie venne presentato alla fine del 1951 alla filiale francese della casa editrice statunitense World's Presse tradotta in inglese dal fumettista americano Harvey Kurtzman e narra le avventure di un giovane nativo americano alle prese con la tecnologia moderna. Il fumetto non riscontra però l'interesse dell'editore e viene rifiutato. Sette anni dopo, tra il 1958 e il 1962, la serie venne pubblicata in cinque episodi sulla rivista Tintin in una versione ristrutturata sia dal punto di vista della grafica che della sceneggiatura. Questa volta l'ambientazione storica si svolge nel diciottesimo secolo ai tempi della colonizzazione dell'America da parte dei francesi. Successivamente vennero raccolti e ripubblicati in tre volumi dal 1962 al 1967. La seconda serie ottiene un buon successo di pubblico e viene pubblicata anche in inglese, spagnolo, olandese, danese, polacco, finlandese, greco e tedesco. Diverse sono state le edizioni in lingua italiana apparse in riviste di fumetti, a cominciare dal Corriere dei Piccoli nel 1967, poi su il Giornalino e negli anni Ottanta sul Messaggero dei Ragazzi. La Mondadori ne ha pubblicato una edizione in tre volumi usciti nel 1998, 1999 e 2000. Una edizione antologica in un singolo volume è stata pubblicata nel 2014 dagli editori ReNoir-NonaArte.
Elenco degli episodi
- Oumpah-pah le Peau-Rouge, 1958
- Oumpah–pah sur le sentier de la guerre, 1958
- Oumpah–pah et les pirates, 1959
- Mission secrète, 1960
- Oumpah–pah contre Foie–Malade, 1962

Titoli edizione italiana
- Umpah-Pah il pellerossa
- Umpah-Pah sul sentiero di guerra
- Umpah-Pah e i pirati
- Umpah-Pah in Missione segreta
- Umpah-Pah contro Fegato-Spappolato

## Trama
Il protagonista della serie è un nativo americano di nome Oumpah-Pah nell'America del XVIII secolo. Fa parte della tribù degli Shavanshavas (Koseehkosah nell'edizione italiana) e con il giovane ufficiale francese Hubert de la Pâte Feuilletée) uniscono le loro forze per combattere le tribù di pellerossa rivali e altri nemici.